# 特定農薬
特定農薬（とくていのうやく）とは、農作物の防除に使う薬剤や天敵のうち、安全性が明らかなものとして、農林水産省が指定したもの。有機栽培や特別栽培の普及によって、化学物質を含まない資材の需要が高まる中で、安全性が明らかなものにまで規制をかける必要はないとの意図のもとに創設された制度である。2016年4月現在では、5種類が指定されている。
2003年3月10日に指定された3種。
- 重曹
- 食酢
- 地場の天敵 - 昆虫綱及びクモ綱に属する動物で人畜に有害な毒素を産生するものを除く。使用場所と同一都道府県で採取されたものに限る。特定の離島においては離島内で採取されたものに限る。

2014年3月28日に追加された2種。
- エチレン
- 次亜塩素酸水(塩酸又は塩化カリウム水溶液を電気分解して得られたものに限る。)[2]

## 概要
2002年（平成14年）12月に改正された農薬取締法で規定されたもので、通称、特定防除資材。法律上の定義は、農薬取締法第2条第1項「その原材料に照らし農作物等、人畜及び水産動植物に害を及ぼすおそれがないことが明らかなものとして農林水産大臣及び環境大臣が指定する農薬」である。使用方法は明確な規定がなく、参考として情報提供されているのみである。

## 歴史
2002年12月の農薬取締法の改正に伴い、無登録の農薬の製造や使用が禁止された。それまで農家の間で行われていた焼酎や木酢液、除虫菊、石鹸水、牛乳なども規制された。過剰規制を避けるため特定農薬指定制度が新設された。様々な資材について検討を行い、安全性と薬効が確認されれば特定農薬に指定される事となった。後に農薬という言葉のイメージが悪いということで特定防除資材という通称が認められた。
農林水産省の消費・安全局農産安全管理課農薬対策室の提案に対して、農業資材審議会農薬分科会及び中央環境審議会土壌農薬部会農薬専門委員会での討議の後指定が行われる。化学合成農薬以外の農薬の代替資材が特定防除資材の目安とされ、天敵、食品、植物抽出液、微生物がある。
アイガモなどの生物による防除も特定農薬とするか検討された。生物を農薬と定義するのはおかしいとの意見もあった。農林水産省は、雑草や害虫を食べることで除草効果を期待するアイガモ、アヒル、牛、コイ等の生物はもともと農薬に該当しないものとして除外された。しかし昆虫やクモなどの天敵は現場の生態系に配慮するため条件付きで特定防除資材に指定されている。
また、太陽熱消毒や雑草抑制シートなどの物理的防除は農薬に該当しないものとして除外された。
2011年2月4日、「名称から資材が特定できないもの」として28種が、「資材の原材料に照らし使用量や濃度によっては農作物等、人畜及び水産動植物に害を及ぼすおそれがあるもの」として129種が検討対象外に指定された。
2014年3月28日、「名称から資材が特定できないもの」として19種が検討対象外に指定された。

## 資材の扱い
現在でも多数の資材が特定農薬に適合するか検討中であり、改定が続いている。
特定防除資材
それぞれの規格に適合する製品であれば自由に使用が可能である。また、（地場の天敵を除き）農薬としての効果を謳って販売することも可能である。
食酢であれば、市販品ならば基準に合致するため使用可能である。
重曹であれば、医薬品規格のもの、食品・添加物規格のもの、または雑貨工業品品質表示規程に則った表示がある重曹を主成分とした掃除用品でも使用可能。なお、かねてより農薬登録を取得している「ハーモメイト水溶剤」は、引き続き登録農薬として扱う。（特定防除資材への移行は未定である。）
次亜塩素酸水の生成装置は、塩酸又は塩化カリウム水溶液を電気分解して得られるものに限り、農薬としての効果を謳って販売可能。
検討中の資材（検討が保留された資材）
「使用者自らが農薬と同様の効能があると信じて使用する場合」のみ自己責任で使用可能であるが、農薬としての効果を謳って販売することは禁じられている。
検討の対象外に指定された資材
1. 名称から資材が特定できないもの
使用できない。
例：乳化剤、酵素、中性洗剤。
検討資材は公募によって集められたため曖昧な資材名も多数存在する。
酵素は防除を目的に使用することはできないが堆肥の製造には使用が可能である。
2. 資材の原材料に照らし使用量や濃度によっては農作物等、人畜及び水産動植物に害を及ぼすおそれがあるもの
毒性が高いと認識されたもの。
登録農薬として認可された製品でなければ製造・加工・輸入・販売・使用ができない。市販の登録農薬を購入する必要がある。
例：次亜塩素酸ナトリウム、エタノール（酒類を除く）、消石灰。
消石灰は防除を目的に使用することはできないが肥料用ならば使用が可能である。
次亜塩素酸ナトリウムは防除を目的に使用することはできないが農業資材（育苗箱など）の消毒には使用が可能である。
3. 法に規定する農薬の定義に該当しないもの
自由に使用可能である。
それまで自己責任で使用可能とされていた検討保留資材でも、検討の結果、使用不可能になる恐れがある。